# Salome med Johannes Döparens huvud (Caravaggio)
Salome med Johannes Döparens huvud är två oljemålningar av samma motiv men i olika verisoner, av den italienske barockkonstnären Caravaggio. Den första utfördes omkring 1607 och är utställd på Kungliga slottet i Madrid. Den andra målades omkring 1609–1610 och ingår sedan 1970 i samlingarna på National Gallery i London. 

## Johannes Döparen
Johannes Döparen omnämns i evangelierna som en släkting till Jesus (kusin enligt senare källor). Han var en profet och levde ett asketiskt liv i Judeens ödemarker. Han samlade en lärjungakrets omkring sig och döpte Jesus i Jordan. Johannes greps av marionettkungen Herodes Antipas efter att ha kritiserat dennes äktenskap med sin brors hustru Herodias. Kungen nöjde sig med att hålla Johannes fängslad, vilket dock inte stillade hustruns hat mot profeten. När Herodes en gång under en fest blev berusad lovade han sin styvdotter Salome vad hon än önskade sig. På sin mors inrådan önskade hon sig då Johannes huvud på ett fat.

## Konstnären
Caravaggio levde ett utsvävande liv som kantades av bråk, kriminalitet och skandaler. Efter att begått ett dråp 1606 i Rom tvingades han att fly till Neapel. Åren 1607–1608 uppehöll han sig på Malta där han blev upptagen i Johanniterorden efter att erbjudit dem den stora altarmålningen Johannes Döparens halshuggning. Efter ett bråk uteslöts han ur Johanniterorden och flydde till Sicilien (1608–1609) och senare Neapel (1609–1610). Han dog 1610 i Porto Ercole på väg till Rom där han hoppades att bli benådad av påve Paulus V.   

## Målningarna
Caravaggio avbildade Johannes Döparen i ett flertal målningar, bland annat Johannes Döparen (1602) på Kapitolinska museerna. De båda tavlorna som skildrar Salome med Johannes Döparens huvud är målade i slutet av konstnärens karriär, möjligen under hans första respektive andra Neapelvistelse även om de exakta tidpunkterna är svåra att belägga. Madridversionen anses vara den äldre, målades omkring 1607 och tros ha givits som gåva till kung Filip IV av Spanien på 1650-talet av García de Avellaneda y Haro(es), en spansk diplomat som under en tid var vicekung av Neapel. Den yngre Londonversionen tros konstnären ha givit till Alof de Wignacourt, stormästare för Johanniterorden, i förhoppningen att återupptas som ordensriddare. Sedan 1970 ingår den i samlingarna på National Gallery. 
De båda målningarna skildrar Salome som håller i fatet med Johannes Döparens huvud. En äldre kvinna, antingen en tjänstekvinna eller hennes mor Herodias, står så tätt bakom henne att hennes huvud till synes sticker ut ur samma kropp. Bödelns ställning skiljer sig åt i de båda bilderna.  